# Chromatomyia luzulivora
Chromatomyia luzulivora este o specie de muște din genul Chromatomyia, familia Agromyzidae, descrisă de Spencer în anul 1986.
Este endemică în Colorado. Conform Catalogue of Life specia Chromatomyia luzulivora nu are subspecii cunoscute.